# Dubianaclia robinsoni
Dubianaclia robinsoni är en fjärilsart som beskrevs av Griveaud 1964. Dubianaclia robinsoni ingår i släktet Dubianaclia och familjen björnspinnare. Inga underarter finns listade i Catalogue of Life.